# Chaim Soutine
Chaim Soutine, nacido Jaím Solomónovich Sutín (Хаим Соломонович Сутин, en ruso) o Jaím Sutsin (Хаім Суцін, en bielorruso) (Smilóvichi, gubernia de Minsk, 1893 – París, 9 de agosto de 1943). Pintor bielorruso, perteneciente a la denominada Escuela de París.

## Biografía
Nacido en la pequeña aldea bielorrusa de Smilavichy perteneciente en aquel momento al Imperio ruso, Soutine era el décimo hijo de una prole de once hermanos. Su padre, sastre de profesión, no vio con buenos ojos la afición del pequeño Chaïm por el arte; ya que, en el seno de la comunidad judía ortodoxa, donde vivía estaba prohibida la realización de imágenes por considerársela pecaminosa. 
En 1909 se trasladó a Minsk, donde recibió sus primeras enseñanzas artísticas. Al año siguiente preparó su ingreso en la Escuela de Bellas Artes de Vilna. En 1913, finalizados sus estudios, se trasladó a París, estableciéndose en Montparnasse, junto a dos compatriotas, también artistas. Fueron tiempos difíciles, en los que Soutine vivió en condiciones precarias. Sin embargo pudo continuar sus estudios en la Escuela de Bellas Artes, bajo los dictados del artista académico Cormon. Es en esa época donde conoció a Modigliani, con quien trabó amistad, sirviéndole incluso de modelo para al menos tres de los retratos del pintor italiano. 
En 1923 un coleccionista norteamericano adquirió un gran número de obras del pintor, con lo que su economía mejoró notablemente. En 1927 celebró su primera exposición en la galería de Henri Bing. De este modo se introdujo plenamente en el mercado del arte. En 1937 algunas de sus obras fueron incluidas en la Exposición de Artistas Independientes, honor pocas veces concedidos en Francia a un pintor extranjero. El inicio de la Segunda Guerra Mundial significó el principio de su decadencia, en especial cuando la ciudad fue invadida por las tropas nazis, ya que Soutine era oficialmente un judío, por lo que optó por alejarse de París, refugiándose en una pequeña localidad cercana a Tours. La angustia de una posible delación agravó los problemas de salud que tenía. Finalmente en 1943 sufrió un ataque de úlcera, que se le perforó, y obligó a una intervención quirúrgica de urgencia. Chaïm Soutine murió en la mesa de operaciones.

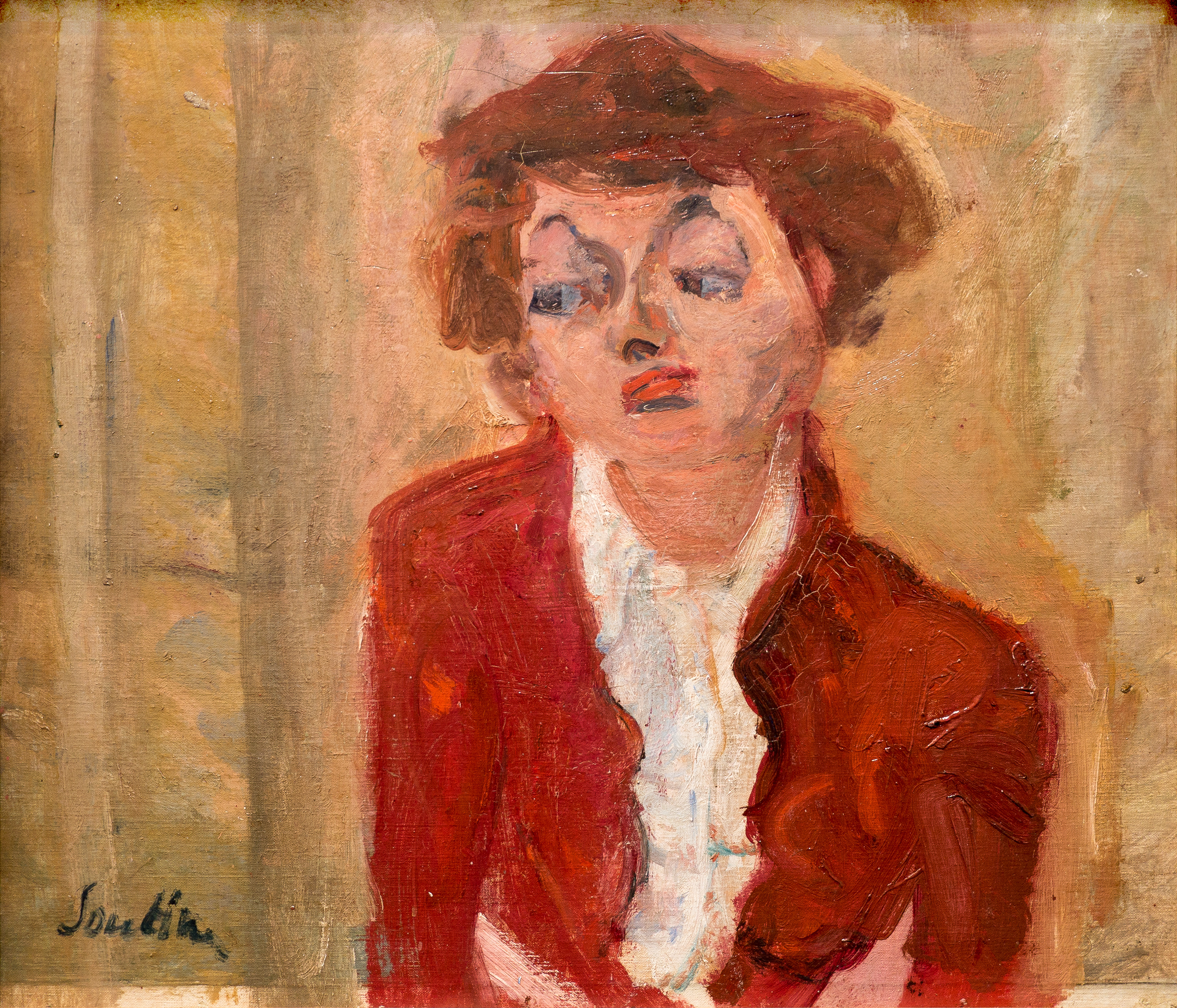
La joven inglesa, pintura de Chaim Soutine.

## Obra

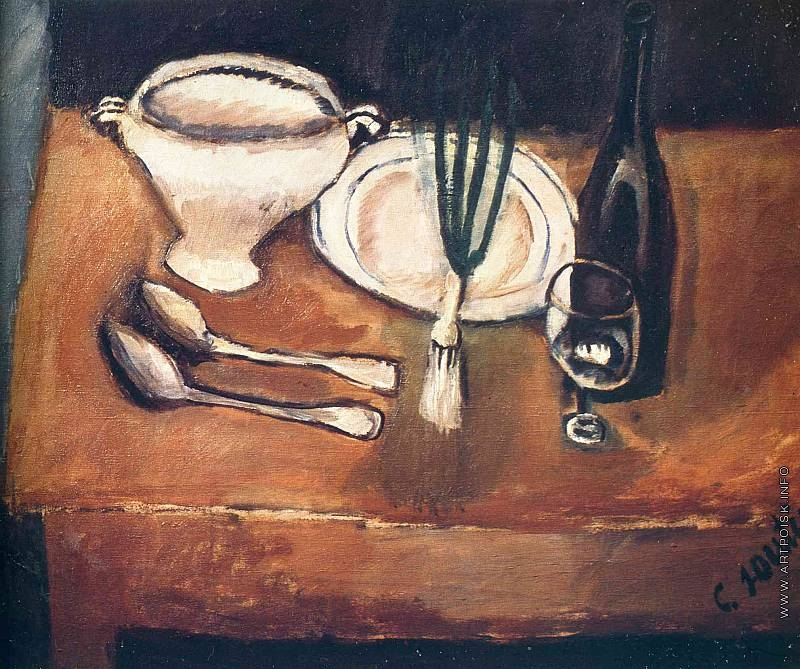
Bodegón, pintura de Chaim Soutine.

Su producción se vio muy influida por la de artistas como Van Gogh, Cézanne, Rembrandt, y El Greco, pudiendo ser definida como expresionista.
Nunca fue capaz de pintar si no tenía el modelo delante. Pintaba de un modo frenético, como poseído por un ataque de fiebre, precipitando los colores sobre la tela. Recorría las carnicerías de París en busca de la gallina que tuviera la tonalidad y el aspecto adecuados a lo que él quería representar. En una ocasión adquirió y trasladó a su estudio un buey entero, muerto, dedicándose a pintarlo hasta que el hedor de la carne putrefacta alertó a los vecinos primero, y a las autoridades después.
Era muy amigo de Modiglani, para el que posó en sus retratos, por lo menos tres veces.
En 1997 un retrato suyo alcanzó los 13 millones de dólares.